# Cystechinus wyvillii
Cystechinus wyvillii is een zee-egel uit de familie Urechinidae.
De wetenschappelijke naam van de soort werd in 1879 gepubliceerd door Alexander Agassiz.